# ایمریخ استاخو
ایمریخ استاخو (چکی: Imrich Stacho؛ ۴ نوامبر ۱۹۳۱ – ۱۰ ژانویهٔ ۲۰۰۶) یک بازیکن فوتبال اهل چکسلواکی بود.
وی سابقه ۲۳ بازی در تیم ملی فوتبال چکسلواکی را در کارنامه دارد.